# 松下昌代
松下 昌代（まつした まさよ、1971年〈昭和46年〉1月9日 - ）は、日本の政治家。埼玉県朝霞市長（1期）。埼玉県議会議員（1期）、朝霞市議会議員（2期）を務めた。

## 来歴
愛知県名古屋市出身。サラリーマンの家庭で育つ。名古屋市立向陽高等学校、愛知県立大学外国語学部卒業後、安田火災海上保険株式会社（現・損害保険ジャパン）勤務を経て石油会社に勤める。1999年に当時の朝霞市助役・松下貞夫の長男と結婚。翌年に義母の急逝により朝霞市に転居し、2001年に長男を出産。
2010年、みんなの党の政治塾1期生として学び、2011年の朝霞市議会議員選挙でトップ当選を果たす。2015年の市議選では日本を元気にする会公認で立候補し、再選。2016年には小池百合子東京都知事が主催する希望の塾に入塾した。
2019年、埼玉県議会議員選挙に自民党の推薦を受け立候補したが、落選。浪人中に明治大学公共政策大学院で学び、2023年の県議選で初当選した。
2025年1月6日、朝霞市長の富岡勝則から後継指名を受け、翌月の朝霞市長選への立候補を表明。2月2日付で県議を辞職。2月16日に朝霞市長選挙の投開票が行われ、保守系市議の支援を受け、市政の転換を掲げた元厚生労働省職員の小野寺徳子を1,546票差で破り、初当選した。
※当日有権者数：117,355人 最終投票率：37.2%（前回比：5.96pts）
| 候補者名   | 年齢 | 所属党派 | 新旧別 | 得票数   | 得票率 | 推薦・支持 |
| ---------- | ---- | -------- | ------ | -------- | ------ | ---------- |
| 松下昌代   | 54   | 無所属   | 新     | 21,923票 | 50.83% |            |
| 小野寺徳子 | 59   | 無所属   | 新     | 20,377票 | 47.25% |            |
| 田村雄二   | 78   | 無所属   | 新     | 558票    | 1.29%  |            |
| 黒川敦彦   | 46   | 無所属   | 新     | 269票    | 0.62%  |            |